# Loci communes
Loci communes o Loci communes rerum theologicarum seu hypotyposes theologicae ("Luoghi comuni in teologia o tematiche dottrinali fondamentali”) è un’opera latina del teologo luterano Filippo Melantone, pubblicata nel 1521.
Altre edizioni modificate furono edite nel corso della vita dell’autore, nel 1535, nel 1543 e nel 1559. Martin Lutero disse di esso che “non fu mai scritto un libro migliore”. La sua esistenza giustifica l’assenza di un trattato di teologia sistematica fra le opere di Lutero.
I loci furono originariamente scritti in latino; una versione tedesca di Justus Jonas fu data alle stampe nel 1538 e quella dello stesso Melantone nel 1553.
Il libro espone la dottrina cristiana discutendo i "pensieri guida" dall'Epistola ai Romani, e avevano lo scopo di guidare il lettore a una corretta comprensione della Bibbia in generale.

## Creazione e revisioni
Nel 1519 e nel 1520 Melantone si occupò diffusamente dell'Epistola ai Romani, che trattò anche in un ciclo di conferenze. I suoi studi divennero una presentazione sistematica dei concetti dottrinali teologici di base. Gli studi preliminari e dispense apparvero in diverse ristampe non autorizzate nel 1520/21, fatto che incoraggiò Melantone a rivedere il materiale in modo appropriato e completo. La prima edizione dei Loci apparve nel dicembre 1521 e fu subito accolta come un nuovo dogma completo e fondamentale della Riforma luterana. I teologi evangelici sostituirono le "somme speculative e i commenti a sentenze della Scolastica" con i loci.  Differiscono da questi in due punti essenziali: sono un'interpretazione del messaggio biblico basata esclusivamente sulla Bibbia , e hanno un approccio teologico empirico.
La seconda edizione del 1535 fu notevolmente ampliata. In esso, il carattere umanistico di Melantone emerge più chiaramente, "cercando di trasmettere la verità cristiana con le intuizioni della filosofia antica".
Con la terza edizione del 1544 i Loci raggiungono la loro forma definitiva come testo di riferimento dell'antica ortodossia protestante.  Significativi cambiamenti di contenuto possono essere visti in particolare nella dottrina del libero arbitrio, che è stata qui ammorbidita rispetto al drastico rigetto delle precedenti edizioni.
L'ultima edizione dei Loci apparve nel 1559, poco prima della morte di Melantone.

## Contenuto

### Loci communesdel 1521
1. De hominibus viribus adeoque de libero arbitrio
2. De peccato
3. De lege
4. De evangelio
5. De gratia
6. De iustificatione et fide
7. De discrimine veteris ac novi testamenti item de abrogatione legis
8. De signis
9. De caritate
10. De magistratibus
11. De scandalo